# Julifest i Fredericia
Julifest i Fredericia er en dansk dokumentarisk optagelse fra anslået 1909 produceret af Peter Elfelt. Som instruktør er i Det Dansk Filminstituts database krediteret en P. Dalgaard.

## Handling
Der er 6. Juli Fest i Fredericia. På denne dag markerer byen det historiske slag Udfaldet fra Fredericia den 6. juli 1849, hvor danske soldater besejrede de slesvig-holstenske styrker, som i månedsvis havde belejret fæstningsbyen. Optagelserne er sandsynligvis fra 1909, hvor man fejrede 60-årsdagen for slaget. Julifesten bliver indledt tidligt om morgenen med 27 skud affyret fra en kanon, der er placeret på Prins Georgs Bastion på det historiske fæstningsanlæg. Derefter mødes byens mange borgere på Bülows Plads (Vendersgade) foran Meldahls Rådhus (Fredericia gl. rådhus) for at gå i procession gennem byen. Pladsen er udgangs- og afslutningsplads for processionen.
I løbet af dagen er der forskellige ceremonier og mindehøjtideligheder rundt om i byen. På Ryes Plads foran statuen af Olaf Rye er samlet en række mennesker for at mindes generalen, Olaf Rye, der faldt under det store slag den 6. juli 1849. Ved Krigergraven på Trinitatis Kirkegård er der nedlagt kranse og en præst holder tale foran de mange fremmødte mennesker. Krigergraven, der er en fællesgrav for de mange danske soldater, der døde mellem 1849 og 1850, viser to soldater, der bærer en død kammerat til graven. Foran statuen Landsoldaten ved Prinsens Port er der også store menneskemængder. Statuen er verdens første mindesmærke over den almindelige soldat. Tilbage på Bülows Plads foran Bülows Monument holdes der taler og råbes hurra. Mindesmærket er rejst over general F.R.H. Bülow, der planlagde og ledede udfaldet fra Fredericia den 6. juli 1849.